# مقاطعة ليك (مونتانا)
مقاطعة ليك (بالإنجليزية: Lake County)‏ هي إحدى مقاطعات ولاية مونتانا في الولايات المتحدة الأمريكية.